# Protoleptoneta bulgarica
Espèce
Protoleptoneta bulgarica est une espèce d'araignées aranéomorphes de la famille des Leptonetidae.

## Distribution
Cette espèce est endémique de Bulgarie. Elle se rencontre dans des grottes du Grand Balkan.

## Étymologie
Son nom d'espèce lui a été donné en référence au lieu de sa découverte, la Bulgarie.

## Publication originale
- Deltshev, 1972 : A new genus of Bulgarian cave spiders (Protoleptoneta bulgarica n.g., n. sp.). International Journal of Speleology, vol. 4, p. 275-283 (texte intégral).